# 流地禁止令
流地禁止令（りゅうちきんしれい）は、江戸時代の法令。質流地禁止令（しちながれちきんしれい）、流質禁止令ともいう。農民が質入れした田畑を、質流れにすることを禁じた法令である。

## 概要
享保6年（1721年）12月21日に当時の老中・井上正岑に法令の原案が提出された後、翌7年（1722年）4月6日より施行された。これは、元禄8年（1695年）の質地取扱の覚によって認められた質流れによる田畑の所有権の移転は、田畑永代売買禁止令に反するので今後は質流れを禁止するというもので、質入れされた農地をどのように扱うかは以下のとおりと定めた。
1. 期限が来ても借金の返済が無い場合は、年季明けに手形を書き直させ、質地の小作農民の小作料[1]を貸金の1割5分を限度とすること。年1割5分の利息を元金に加算し、返済され次第、たとえ何年経っていても質入れされた田畑を請返させる。
2. 年季が明けていないものでも、訴えがあれば1割5分の金利積りの手形に書き直させる。
3. 5ヵ年以前（享保2年以後）に流地（質流れとなった土地）となっている農地は、元の持ち主が元金を全額差し出して請戻しを願い出れば、それを許す。
※ただし、質取主がすでに分地をしている、または質地に出している場合は、これを除く。
4. 今後田畑を質入れする場合、借入金額はその田畑の値段の2割程度にすること。

享保の改革を行った将軍・徳川吉宗は、財政立て直しのため年貢収入を増やす方針を打ち出したが、この当時は農民が質入れした農地の多くが豪農や商人の手にわたることで、小作人となる農民や放棄された農地が荒地と化す状況が増えていた。流地禁止令は、農地に農民を留め、生産力を確保することを目的として制定されたものであったが、質流れになった土地の所有権を元の持ち主に戻すこの法令は各地に混乱を引き起こし、またこの措置によってかえって農民の金融に支障を来すこともあった。特に流地禁止令を契機として天領で発生した質地騒動と呼ばれる一揆は、代官所の役人では対処できず、隣接する諸藩に出兵を命じて鎮圧させるという大騒動に発展した。
この結果、江戸幕府は翌年の享保8年（1723年）8月28日には同法令の撤回を余儀なくされる。
なお、大石慎三郎は、この法令は吉宗を8代将軍に就任させた老中の1人であった井上が、他の吉宗援立の臣である老中たちが辞任または死去してゆく焦りの中で作らせた現実に即さない法令だったのではないかとしている。

## 諸藩の対応
武家諸法度では、「幕府の出した法令は各大名家でも遵守すべし」とされているが、必ずしもそれは守られておらず、山形藩では藩主の堀田正虎は大庄屋の佐藤里兵衛を諮問した上で「混乱をまねくから流地禁止令は採用すべきでない」という意見を容れて領内には適用しないこととしている。